# Arquimbald VI de Borbó
Arquimbald VI de Borbó, anomenat "el Pupil", (c.1090 - 1116) va ser senyor de Borbó de 1096 fins a la seva mort. Era fill d'Arquimbald V, senyor de Borbó.
A la mort del seu pare, ell només era un nen sota la tutela del seu oncle Aimó, d'aquí el seu sobrenom de "Pupil". Aquest últim tractà d'obtenir la seva herència, però cap al 1108/1109 Alard de la Roche-Guillebaud, que s'havia casat amb la seva mare, la vídua de Arquimbald V, va apel·lar en el seu nom al rei Lluís VI de França. Aquest últim va conduir una expedició militar al Borbonès i va convocar a Aimó. Aquest últim es negà a aparèixer. El rei llavors va assetjar el castell de Germigny-sur-l'Aubois i finalment Aimó es va sotmetre.
Arquimbald VI va morir al 1116, a priori sense casar-se ni descendents, i va ser el seu oncle Aimó II de Borbó qui el va succeir al capdavant de la senyoria.